# Monsef Bakrar
Monsef Bakrar, né le 13 janvier 2001 à Sétif en Algérie, est un footballeur algérien jouant au poste d'attaquant au Dinamo Zagreb.

## Biographie

### Parcours en club
Monsef Bakrar fait ses débuts professionnels avec l'ES Sétif, le 9 janvier 2021 lors d'une victoire 1-5 contre le CA Bordj Bou Arreridj. Il inscrit son premier but en professionnel le 6 février 2021 contre le MC Oran lors d'une victoire 4-1.
Le 26 juillet 2022, il signe au Istra 1961 pour un transfert libre après la résiliation de son contrat avec l'ES Sétif. Il marque son premier but avec son nouveau club, le 29 juillet 2022, contre le Dinamo Zagreb lors d’une défaite 4-1.
Après une saison en Croatie, le 10 juillet 2023, Monsef Bakrar est transféré au New York City FC, franchise de Major League Soccer, où il signe un contrat de trois ans et demi,.

### Parcours en sélection
Lors de l'été 2022, Monsef Bakrar participe au Tournoi de Toulon avec l'équipe d'Algérie olympique, il inscrira un but contre l'équipe de Colombie -20 ans.

## Statistiques

### En club
| Saison                | Club                  | Championnat           | Championnat | Championnat | Championnat | Coupe(s) nationale(s) | Coupe(s) nationale(s) | Coupe(s) nationale(s) | Compétition(s) continentale(s) | Compétition(s) continentale(s) | Compétition(s) continentale(s) | Compétition(s) continentale(s) | Séries | Séries | Séries | Total | Total | Total |
| Saison                | Club                  | Division              | M.          | B.          | P.d.        | M.                    | B.                    | P.d.                  | Comp.                          | M.                             | B.                             | P.d.                           | M.     | B.     | P.d.   | M.    | B.    | P.d.  |
| 2020-2021             | ES Sétif              | Ligue 1               | 17          | 3           | 1           | -                     | -                     | -                     | CAF2                           | 4                              | 1                              | 0                              | -      | -      | -      | 21    | 4     | 1     |
| 2021-2022             | ES Sétif              | Ligue 1               | 21          | 6           | 1           | -                     | -                     | -                     | CAF                            | 9                              | 0                              | 0                              | -      | -      | -      | 30    | 6     | 1     |
| Sous-total            | Sous-total            | Sous-total            | 38          | 9           | 2           | -                     | -                     | -                     | -                              | 13                             | 1                              | 0                              | -      | -      | -      | 51    | 10    | 2     |
| 2022-2023             | Istra 1961            | Prva Liga             | 31          | 8           | 2           | 2                     | 0                     | 0                     | -                              | -                              | -                              | -                              | -      | -      | -      | 33    | 8     | 2     |
| 2023                  | New York City FC      | MLS                   | 10          | 3           | 0           | -                     | -                     | -                     | LCup                           | 3                              | 1                              | 0                              | -      | -      | -      | 13    | 4     | 0     |
| 2024                  | New York City FC      | MLS                   | 28          | 4           | 0           | -                     | -                     | -                     | LCup                           | 4                              | 0                              | 0                              | 3      | 0      | 0      | 35    | 4     | 0     |
| 2025                  | New York City FC      | MLS                   | 21          | 2           | 0           | 1                     | 0                     | 0                     | -                              | -                              | -                              | -                              | -      | -      | -      | 22    | 2     | 0     |
| Sous-total            | Sous-total            | Sous-total            | 59          | 9           | 0           | 1                     | 0                     | 0                     | -                              | 7                              | 1                              | 0                              | 3      | 0      | 0      | 70    | 10    | 0     |
| 2025-2026             | Dinamo Zagreb         | Prva Liga             | -           | -           | -           | -                     | -                     | -                     | -                              | -                              | -                              | -                              | -      | -      | -      | 0     | 0     | 0     |
| Total sur la carrière | Total sur la carrière | Total sur la carrière | 128         | 26          | 4           | 3                     | 0                     | 0                     | -                              | 20                             | 2                              | 0                              | 3      | 0      | 0      | 154   | 28    | 4     |

### En sélection nationale
| Saison                | Sélection             | Phases finales        | Phases finales | Phases finales | Phases finales | Éliminatoires CDM | Éliminatoires CDM | Éliminatoires CDM | Éliminatoires CAN | Éliminatoires CAN | Éliminatoires CAN | Matchs amicaux | Matchs amicaux | Matchs amicaux | Total | Total | Total |
| Saison                | Sélection             | Compétition           | M              | B              | Pd             | M                 | B                 | Pd                | M                 | B                 | Pd                | M              | B              | Pd             | M     | B     | Pd    |
| --------------------- | --------------------- | --------------------- | -------------- | -------------- | -------------- | ----------------- | ----------------- | ----------------- | ----------------- | ----------------- | ----------------- | -------------- | -------------- | -------------- | ----- | ----- | ----- |
| 2023-2024             | Algérie               | -                     | -              | -              | -              | 2                 | 0                 | 0                 | -                 | -                 | -                 | 2              | 0              | 2              | 4     | 0     | 2     |
| Total sur la carrière | Total sur la carrière | Total sur la carrière | -              | -              | -              | 2                 | 0                 | 0                 | -                 | -                 | -                 | 2              | 0              | 2              | 4     | 0     | 2     |

### Matchs internationaux
Le tableau suivant liste les rencontres de l'équipe d'Algérie dans lesquelles Monsef Bakrar a été sélectionné depuis le 22 mars 2024 jusqu'à présent.
| # | Date         | Stade                             | Adversaire     | Résultat | Minutes | Compétition      | Buts | Passes | Capitaine | Club             |
| - | ------------ | --------------------------------- | -------------- | -------- | ------- | ---------------- | ---- | ------ | --------- | ---------------- |
| 1 | 22 mars 2024 | Stade Nelson-Mandela, Alger       | Bolivie        | 3 - 2    | 20      | Match amical     | -    | 1      | Non       | New York City FC |
| 2 | 26 mars 2024 | Stade Nelson-Mandela, Alger       | Afrique du Sud | 3 - 3    | 31      | Match amical     | -    | 1      | Non       | New York City FC |
| 3 | 6 juin 2024  | Stade Nelson-Mandela, Alger       | Guinée         | 1 - 2    | 6       | Qualifs CDM 2026 | -    | -      | Non       | New York City FC |
| 4 | 10 juin 2024 | Mandela National Stadium, Kampala | Ouganda        | 1 - 2    | 21      | Qualifs CDM 2026 | -    | -      | Non       | New York City FC |

| Résultat : - G = Match gagné - N = Match nul - P = Match perdu |

## Palmarès
- Néant

## Distinction individuelle
- Élu meilleur joueur du mois du New York City FC en août 2023[8]